# Brześć Kujawski
Brześć Kujawski là một thị trấn thuộc huyện Włocławski, tỉnh Kujawsko-Pomorskie ở trung-bắc Ba Lan. Thị trấn có diện tích 8 km². Đến ngày 1 tháng 1 năm 2011, dân số của thị trấn là 4603 người và mật độ 654 người/km².